# Jean-Baptiste Anet
Jean-Baptiste Anet (Parigi, 1660 o 1676 – Lunéville, 1755) è stato un violinista e compositore francese.

## Biografia
Figlio d'arte, del violinista Jean-Baptiste allievo di Jean-Baptiste Lully, che suonò per i duchi d'Orléans.
Giovane studente in Germania e in Italia sotto Arcangelo Corelli, fu virtuoso del violino ed ottimo compositore.
Tornato in patria fu anche lui al servizio del re.
Si distinse al suo esordio ai Concerts spirituels, oltre che per le sue sonate al violino, di cui si conoscono due raccolte.
Lasciò anche tre gruppi di pezzi per due musettes.